# Argog Co
Argog Co (kinesiska: Aguo Cuo, 阿果错) är en sjö i Kina. Den ligger i den autonoma regionen Tibet, i den sydvästra delen av landet, omkring 870 kilometer väster om regionhuvudstaden Lhasa. Argog Co ligger 5 116 meter över havet. Arean är 59 kvadratkilometer. Den sträcker sig 12,2 kilometer i nord-sydlig riktning, och 9,7 kilometer i öst-västlig riktning.
Genomsnittlig årsnederbörd är 514 millimeter. Den regnigaste månaden är juli, med i genomsnitt 132 mm nederbörd, och den torraste är november, med 12 mm nederbörd.